# 10103 Jungfrun
A 10103 Jungfrun (ideiglenes jelöléssel 1992 DB9) a Naprendszer kisbolygóövében található aszteroida. Az UESAC program keretében fedezték fel 1992. február 29-én.